# Villatuelda
Villatuelda és un municipi de la província de Burgos a la comunitat autònoma de Castella i Lleó. Forma part de la comarca de Ribera del Duero. El 2023 tenia 53 habitants.